# Bis dann, mein Sohn
Bis dann, mein Sohn (Originaltitel: Dijiu tianchang, chinesisch 地久天長 / 地久天长, Pinyin dìjiǔ-tiāncháng – „auf alle Zeiten, auf ewig“; englischsprachiger Festivaltitel: So Long, My Son, dt.: „Mach’s gut, mein Sohn“) ist ein chinesischer Spielfilm von Wang Xiaoshuai aus dem Jahr 2019. Es handelt sich um den ersten Teil von Wangs geplanter „Heimat-Trilogie“. Der Film erzählt in Rückblenden vom Leben der befreundeten chinesischen Familien ab den 1980er-Jahren bis in die Gegenwart.
Das Drama wurde am 14. Februar 2019 im Wettbewerb der 69. Berlinale uraufgeführt. Der deutsche Kinostart erfolgte am 14. November 2019.

## Deutsche Übersetzung des Filmtitels
Der chinesische Titel des Films bezieht sich auf die chinesische Version des alten englischen Liedes Auld Lang Syne, das im Film immer wieder auf Chinesisch zu hören ist. Übersetzung des englischen Liedtitels: 友谊地久天长, auf Deutsch: Freundschaft für immer und ewig.

## Handlung
Die Stadt Hou Wan, Provinz Fujian, in der Gegenwart: Das aus dem Norden Chinas stammende Ehepaar Liu Yaojun und Wang Liyun betreibt im Süden des Landes ein Reparaturgeschäft für Boote. In nicht chronologischen Rückblenden wird von ihrem Leben und dem einer befreundeten Familie in den drei zurückliegenden Jahrzehnten berichtet:
Zu Beginn der 1980er-Jahre sind Yaojun und Liyun verheiratet und Eltern eines Sohnes, Liu Xing, den sie liebevoll „Xingxing“ rufen. Sie arbeiten in der örtlichen Fabrik und leben in einem Arbeiterwohnheim. Ebenfalls in der Fabrik arbeitet Li Haiyan, die mit ihrem Ehemann Shen Yingming ebenfalls einen Sohn, Shen Hao, genannt „Haohao“, haben. Beide Kinder sind am selben Tag zur Welt gekommen. Vor dem Hintergrund der Ein-Kind-Politik bemerkt Liyun eines Tages, dass sie schwanger ist. Der Möglichkeit, das Kind heimlich auf dem Land zur Welt zu bringen steht die Direktorin für Familienplanung im Betrieb im Wege. Auf ihren Befehl hin wird bei Liyun eine Abtreibung vorgenommen. Bei dem Eingriff kommt es zu Komplikationen und Liyun wird unfruchtbar. Zum Trost erwirkt Yaojun, dass das Paar den Preis für Familienplanung des Jahres 1986 und damit eine finanzielle Entschädigung erhält. Dem befreundeten Zhang Xinjian wird seine Liebe zu englischsprachiger Popmusik zum Verhängnis. Er wird auf einer berüchtigten „Dunkelparty“ festgenommen und inhaftiert. Später heiratet er die ebenfalls in der Fabrik angestellte Gao Meiyu.
Im Laufe der Zeit kommt es zu weiteren Schicksalsschlägen in Yaojuns und Liyuns Leben. Ihr Sohn Xing ertrinkt beim gemeinsamen Spielen mit Hao im Rückhaltebecken eines Staudamms. Liyun wird im Zuge der Wirtschaftsreformen Opfer einer Massenentlassung in der Fabrik, die heftige Arbeiterproteste nach sich ziehen. Das Paar entscheidet sich in die südliche Provinz Fujian zu ziehen, wo Yajun Boote repariert und Liyun Fischernetze flickt. Beide adoptieren ein Kind, dem sie der Ähnlichkeit wegen den Namen des verstorbenen Sohnes geben. Ihr „neuer“ Sohn Xing entwickelt sich zum zurückhaltenden Teenager, der auf das Mobbing in seiner Schule mit dem Diebstahl eines Walkmans reagiert. Liyun lässt ihren Adoptivsohn schweren Herzens ziehen, der sich einer Gruppe halbstarker Schulabbrecher auf Motorrädern anschließt.
Zu Neujahr vermeiden es Yaojun und Liyun ihre früheren Freunde zu treffen. Yaojun unterhält heimlich eine Affäre zur geschiedenen Shen Moli, der jüngeren Schwester von Shen Yingming. Moli hat ihn als junge Auszubildende in der Fabrik kennengelernt und plant ihr gegenwärtiges Universitätsstudium in den USA fortzusetzen. Nach einem gemeinsamen Treffen wird sie von Yaojun schwanger. Sie bietet ihm ihr ungeborenes Kind als Ersatz für den verlorenen Sohn, weil es der Karriereplanung im Wege steht. Kurze Zeit später wird ihm von Liyun die Scheidung angeboten, die Moli zufällig in der Stadt gesehen hatte. Yaojun verweigert beides.
Jahre später wird bei Haiyan ein inoperabler Hirntumor festgestellt. Der behandelnde Arzt ist der mittlerweile erwachsene Hao, der mit seiner Ehefrau sein erstes Kind erwartet. Seine todkranke Mutter Haiyan plagen Schuldgefühle, während Vater und Ehemann Yingming als Bauunternehmer zu Wohlstand gekommen ist. Yaojun und Liyun reisen auf Einladung von ihnen per Flugzeug in ihre Heimatstadt, die sie modernisiert und verändert vorfinden, und werden auf eigenen Wunsch in ihrer alten Wohnung untergebracht, die seit ihrem Auszug praktisch unverändert blieb. Im Krankenhaus kommt es zu einem Wiedersehen mit den früheren Freunden.
Auf dem Totenbett bittet Haiyan um Vergebung und bietet finanzielle Hilfe an. Anlässlich der Trauerfeier findet dann das große Wiedersehen statt mit den ursprünglich eng befreundeten und jahrelang getrennten zwei Familien. Hao fährt Yaojun und Liyun, die er mit Vater und Mutter anspricht, nach der Feier zurück zu ihrer alten Wohnung und gesteht ihnen dort, dass er für den Tod ihres Sohnes Xing Xing verantwortlich ist. Er berichtet, dass er Xing Xing gegen dessen Willen gezwungen hat mit in den Stausee zu gehen, um dem Spott der anderen Kinder zu entgehen, und als dieser vor Angst sich an ihn klammerte, habe er ihn ins Wasser gestoßen, so dass er ertrank. Spätestens jetzt wird klar, dass auch Haos Eltern all die Jahre von dieser Tat wussten.
Yaojun und Liyun vergeben ihm dennoch und behandeln ihn weiterhin wie ihren eigenen Sohn. Yaojun wird später von Haos Vater Yingming aufgesucht. Yingming überreicht Yaojun ein Küchenbeil und fordert ihn auf, seinen eigenen Sohn Hao als Wiedergutmachung umzubringen: „Auge um Auge“, soll gelten, aber Yaojun lehnt entrüstet ab, denn „Xing Xing ist tot und man muss sich jetzt um Hao Hao kümmern“.
Später besuchen Yaojun und Liyun das verwitterte Grab ihres Sohnes, neben dem sie picknicken. Dort erfahren sie durch einen Telefonanruf, dass Haos Frau ein gesundes Kind zur Welt gebracht hat. Auf der Feier zur Heimkehr von Mutter und Kind aus dem Krankenhaus wird auch via Video Moli aus den USA zugeschaltet. Sie präsentiert stolz ihren Sohn Sunny, der, zur Erleichterung von Yaojun und Liyun, Halbchinese ist und deshalb nicht von Yaojun gezeugt sein konnte. Inzwischen ist an ihrem Wohnort in Südchina der einst vom Pflegevater Yaojun verstoßene Adoptivsohn mit seiner Freundin zurückgekehrt. Er ruft Yaojun und Liyun an und berichtet von seiner Heimkehr. Die beiden sind sehr gerührt und Yaojun bietet ihm an, die Werkstatt zu übernehmen. Der Film endet mit den Worten Liyuns: „Papa und Mama haben dich sehr vermisst“.

## Hintergrund

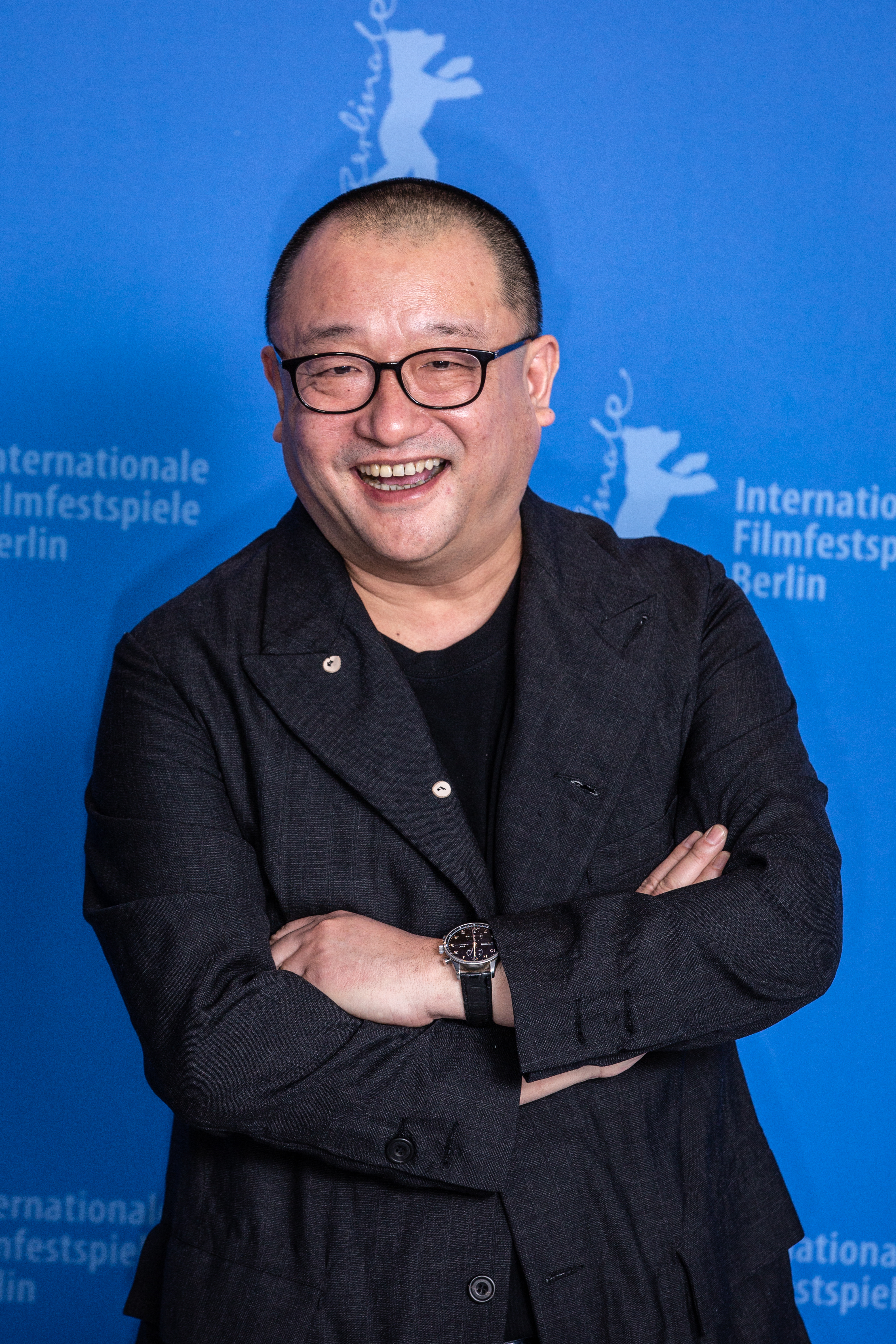
Regisseur Wang Xiaoshuai bei der Vorstellung seines Films auf der Berlinale 2019

Für Wang Xiaoshuai ist Bis dann, mein Sohn sein 13. unabhängiger Spielfilm als Regisseur und der erste seit Chuang ru zhe (2014, englischsprachiger Festivaltitel Red Amnesia). Dazwischen hatte er sich als Produzent von Projekten chinesischer Nachwuchsfilmemacher hervorgetan. Die Produktion des Films benötigte über vier Jahre. Wang stellte sein Filmprojekt im Juni 2016 während des Filmfestivals von Shanghai vor. Noch vor der Uraufführung wurde Bis dann, mein Sohn als bislang umfangreichstes Werk Wangs angekündigt. Es handelt sich um den ersten Teil seiner geplanten „Heimat-Trilogie“, die die Volksrepublik China über die vergangenen 40 Jahre porträtieren soll.
Neben Wang wirkte am 2013 begonnenen Drehbuch der Romanautor Ah Mei mit, der die literarische Vorlage zu Zhang Yimous Film Der Baum der Helden (2010) beigesteuert hatte. Die Dreharbeiten erstreckten sich über drei Monate in verschiedenen Städten Chinas. Produziert wurde der Film von Liu Xuan für die Pekinger Dongchun Films. Sie sprach von einem Projekt, bei dem viele Schwierigkeiten überwunden werden mussten, auch für Regisseur Wang. Finanziert wurde das Filmprojekt von Hehe Pictures und Fengshanjian.

„Auf der anderen Seite ist Kino nicht Leben und das Leben ist nicht Film.“

Regisseur Wang Xiaoshuai nannte die Konstruktion des Films riskant, da die Geschichte 30 Jahre umfasst. Für ihn kam eine lineare Erzählweise nicht in Frage, daher schnitt er den Film nochmal neu. Sein Fokus lag eigenen Angaben zufolge weniger auf der Geschichte, als auf dem Gefühl. „Das Gefühl sollte die Geschichte erzählen und selbst wenn ich jetzt zurückschaue, stelle ich fest, das Abenteuer, das Wagnis diesen Film so zu erzählen, ist mir gelungen und insgesamt ist es ja so, dass […] auf technische Mittel zurückgegriffen wird, um im Film Wandel von Zeiten zu zeigen, aber wir haben festgestellt, das war alles gar nicht nötig. Wir können uns eigentlich direkt daran erinnern, wie es war, und ich habe versucht, auch diese Erinnerungsperspektive einzufangen, das heißt ich habe also gar nicht auf besondere Mittel zurückgegriffen, um das Vorbeifließen der Zeit einzufassen“, so Wang.
Auf das im Film vorkommende Thema der Ein-Kind-Politik habe Wang keinen primären Fokus gesetzt. Es sei ihm darum gegangen, wie die Menschen mit ihren Verletzungen umgegangen sind und sie einander vergeben, in die Augen schauen konnten. Dennoch würden die Menschen laut Wang trotz der erlittenen Verletzungen noch immer recht optimistisch in die Zukunft schauen und alles daran setzen, um ein besseres Leben zu gestalten. Das hätte ihn bewegt und sei auch als Botschaft in der Geschichte enthalten.
Der chinesische Filmtitel selbst entstammt dem gleichnamigen Musikstück, das im Film als Leitmotiv aufgegriffen wird und in China sehr bekannt ist. Es geht auf das englischsprachige Lied „Auld Lang Syne“ zurück.

## Rezeption
Nach seiner Premiere auf der Berlinale erhielt der Film überwiegend positive Kritiken. Bis dann, mein Sohn erhielt im internationalen Kritikenspiegel der britischen Fachzeitschrift Screen International 2,6 von vier möglichen Sternen. Damit belegte der Film gemeinsam mit dem kanadischen Beitrag Ghost Town Anthology einen 5. Platz unter allen 16 Berlinale-Wettbewerbsfilmen. Emin Alpers Eine Geschichte von drei Schwestern und Nadav Lapids Synonymes (je 3,0) führten die Rangliste an.
Fabian Tietke nennt den Film in der taz einen „Lichtblick“ und führt aus: „So Long, My Son springt drei Stunden lang durch die verschiedenen Zeitebenen, blendet vor und zurück und wird auf beeindruckende Weise zusammengehalten durch die überzeugende Leistung der Schauspieler und die formale Gestaltung.“ Gregor Dotzauer schreibt im Tagesspiegel der Film porträtiere „die Kontingenz der politischen Umstände in Verquickung mit den Zufällen des Schicksals auf einzigartige Weise – und mit großer schauspielerischer Kraft.“ Joachim Kurz bezeichnet den Film auf kino-zeit als: „Eine große humanistische Fabel und ein Gesellschaftsporträt Chinas, kondensiert und komprimiert im tragischen Schicksal zweier Familien.“ Andreas Kilb schrieb in der Frankfurter Allgemeinen Zeitung, So Long, My Son sei „großes episches Kino aus China“ und „der herausragende Beitrag im Wettbewerb der Berliner Filmfestspiele.“

## Auszeichnungen
Mit Bis dann, mein Sohn konkurrierte Wang Xiaoshuai zum dritten Mal nach 2001 (Großer Preis der Jury für Beijing Bicycle) und 2008 (Drehbuchpreis für In Love We Trust) bei den Internationalen Filmfestspielen Berlin um den Goldenen Bären, den Hauptpreis des Festivals. Die Schauspieler Wang Jingchun und Yong Mei wurden für ihre Leistung mit Silbernen Bären (Bester Darsteller und Beste Darstellerin) ausgezeichnet. Im selben Jahr erhielt Wangs Film beim Uruguay International Film Festival den Publikumspreis zuerkannt, der Regisseur selbst einen Spezialpreis der Jury.